# Eva Ueltzen
Eva Ueltzen is een Amerikaans triatlete. Ze nam op 22 oktober 1983 deel aan de Ironman Hawaï en finishte hierbij als derde in 11:01.49 achter Sylviane  Puntous (goud) en Patricia  Puntous (zilver). 

## Belangrijke prestaties

### triatlon
- 1982:  The Great Race
- 1983:  Ironman Hawaï - 11:01.49